# Bâtiment de l'école Lazar Nešić de Subotica
Le bâtiment de l'école Lazar Nešić de Subotica (en serbe cyrillique : Зграда средње школе Лазар Нешић у Суботици ; en serbe latin : Zgrada srednje škole Lazar Nešić u Subotici) est situé à Subotica, dans la province de Voïvodine et dans le district de Bačka septentrionale, en Serbie. Il est inscrit sur la liste des monuments culturels protégés de la république de Serbie (identifiant no SK 1804).

## Présentation
Le bâtiment a été construit à partir de 1893-1894 sur des plans de l'architecte János Bobula pour servir de centre de formation pour les enseignants ; le projet a été modifié et adapté par Titus Mačković et la construction s'est achevée en 1898. L'édifice est caractéristique du style éclectique.
Le bâtiment est doté de deux ailes séparées par un angle coupé ; l'aile droite se trouve rue Maksima Gorkog et l'aile gauche rue Harambašićeva. Cette disposition a été choisie pour obtenir un meilleur éclairage intérieur. Au-dessus de l'entrée, au premier étage, se trouve une fenêtre triple surmontée d'un fronton triangulaire et, au second étage, une fenêtre triple de style gothique ; la partie du toit se termine par un attique baroque à volutes.
Horizontalement, les façades latérales sont rythmées par deux cordons qui séparent les étages. La décoration se limite à l'encadrement des fenêtres réalisé dans l'esprit de l'éclectisme. Les deux avancées latérales sont dotées d'attiques géométriques.
L'intérieur du bâtiment a été conçu dans un style baroque. Un large escalier conduit aux salles de réception ; des décorations en stuc et des motifs végétaux donnent à l'édifice sur aspect d'ensemble.